# جون كير (ممثل)
جون كير (بالإنجليزية: John Kerr)‏ (و. 1931 – 2013 م) هو محامي، وممثل مسرحي، وممثل أفلام، وممثل تلفزي أمريكي، ولد في نيويورك، بدأ مشواره المهني سنة 1953، توفي في باسادينا، كاليفورنيا، عن عمر يناهز 82 عاماً، بسبب قصور القلب.

## التعليم
تعلم في كلية هارفارد للحقوق، وكلية الحقوق في جامعة كاليفورنيا بلوس أنجلوس ‏، وأكاديمية فيليبس إكستر.

## جوائز
حصل على جوائز منها:
- جائزة توني لأفضل ممثل في مسرحية  [لغات أخرى]‏ (1954)
- جائزة المسرح العالمي (1953).[2]

## وصلات خارجية
- جون كير على موقع IMDb (الإنجليزية)
- جون كير على موقع ألو سيني (الفرنسية)
- جون كير على موقع أول موفي (الإنجليزية)
- جون كير على موقع أول موفي (الإنجليزية)
- جون كير على موقع قاعدة بيانات برودواي على الإنترنت (الإنجليزية)
- جون كير على موقع قاعدة بيانات الأفلام السويدية (السويدية)
- جون كير على موقع إن إن دي بي (الإنجليزية)
- جون كير على موقع قاعدة بيانات الفيلم (الإنجليزية)
- جون كير على موقع كينوبويسك (الروسية)